# Foundation (framework)
Pour les articles homonymes, voir Foundation.
Foundation est une collection d'outils destiné au développment web frontal de sites internet et d'applications web.